# Grotta del Cane

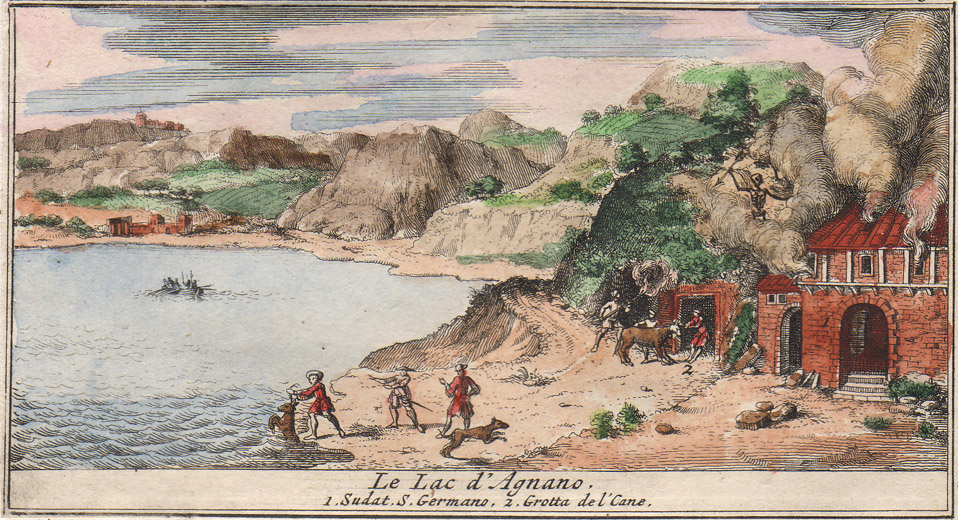
De grot en het Agnanomeer

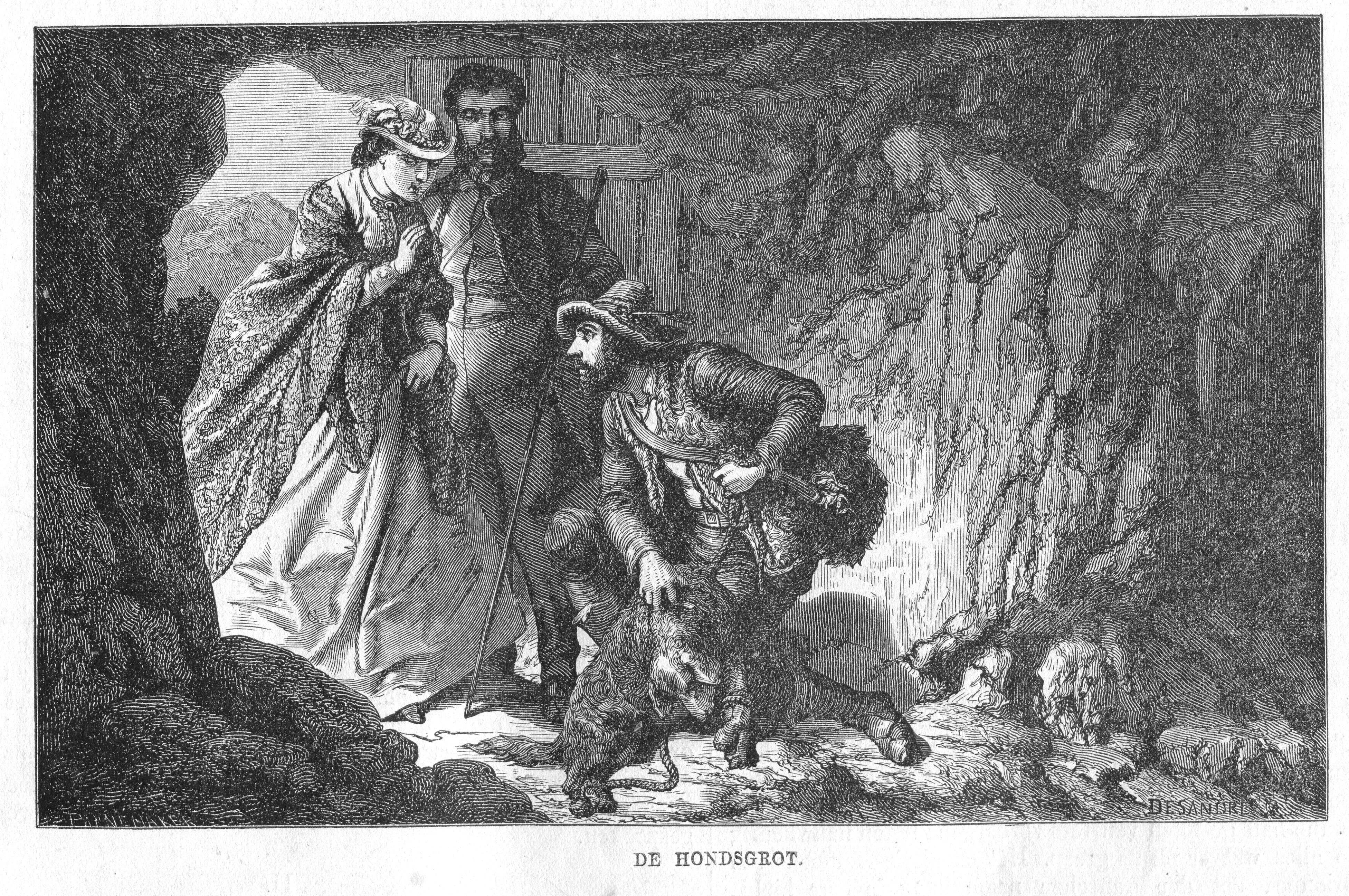
De grot in de 19e eeuw

De Grotta del cane (Italiaans voor hondsgrot) is een kleine grot in het vulkanisch gebied Campi Flegrei in de gemeente Pozzuoli nabij Napels. De grot is zo genoemd omdat er op de bodem van de grot een laag koolstofdioxide hangt. Deze is dodelijk voor kleine dieren zoals honden, maar niet voor rechtopstaande mensen.

## Kenmerken
Het gaat om een vulkanische fumarole die koolstofdioxide afgeeft binnen in een kleine grot van nog geen tien meter lang. Omdat de twee meter hoge grot afhelt vanaf de ingang blijft de koolstofdioxide, die zwaarder is dan de lucht, op de bodem van de grot hangen en vormt daar een laag van zo'n dertig centimeter. Hoewel deze kleine dieren direct het bewustzijn doet verliezen, is de grot ook niet ongevaarlijk voor mensen. Iemand die te diep bukt of op handen en voeten kruipt, zal zelf ook door het gas bevangen worden en direct het bewustzijn verliezen.

## Geschiedenis
De grot was al bekend in de Romeinse oudheid en werd door Plinius de Oudere vermeld in zijn Naturalis historia (77 n. Chr.). In 1638 werd de grot onderzocht door Athanasius Kircher. Ze werd een populaire attractie voor toeristen tijdens hun Grand tour in de streek van Napels. Lokale gidsen vergezeld van een hond leidden toeristen rond in de grot. De hond verloor dan al snel het bewustzijn door de koolstofdioxide in de te ademen. De gids wierp dan de bewusteloze hond in het nabijgelegen Agnanomeer om het dier terug bij kennis te brengen. Bekende bezoekers van de grot waren Goethe, Mozart en Mark Twain.
Ook Cornelis de Bruijn maakte er melding van in 1677 de grot te hebben bezocht. Hij schreef daarover:
"Vervolgens komt men dicht aan den weg by een kleine grotte, Grotta del Cani geheeten, die heel fenynig is, tot zoverre dat, als men er een hond in houd, dezelve heel schielyk komt te sterven. Ik hadde de nieuwsgierigheid van het met twee verscheidene honden te bezoeken, en bevond, wanneer het beest op zyn beenen blyft staan, dat het alsdan door het vergift niet beschadigd word. Maar als men het met gewelt nederdrukt, verliest het na groote sparteling en benaauwde tegenweer haastig syne krachten en zou zekerlyk in een oogenblik sterven indien men het niet bytyds opnam en in een water of meir (daar dichtby gelegen) wierp, waardoor het aanstonts weder bekomt, doch met eenige swymeling, gaande als een mensch die t’eenemaal dronken is. Dit meir is van de zelve natuur als de grotte en kookt op verscheidene plaatzen door de groote hette van de sulfer. De nieuwsgierigheyd dreef my aan om t’onderzoeken hoe hoog het fenyn in de grotte wel van de grond mocht wezen, waarom dan met het hoofd nederwaarts bukkende bevond ik het maar een voet hoogte van d’aarde te zyn."
In 1870 werd het Agnanomeer drooggelegd en de grot kwam in de vergetelheid. In de jaren 1960 werd de ingang van de grot dichtgemaakt. Vanaf 1989 werd de grot terug toegankelijk gemaakt en werd ze wetenschappelijk onderzocht. Ze is niet toegankelijk voor het publiek.